# 以色列能源

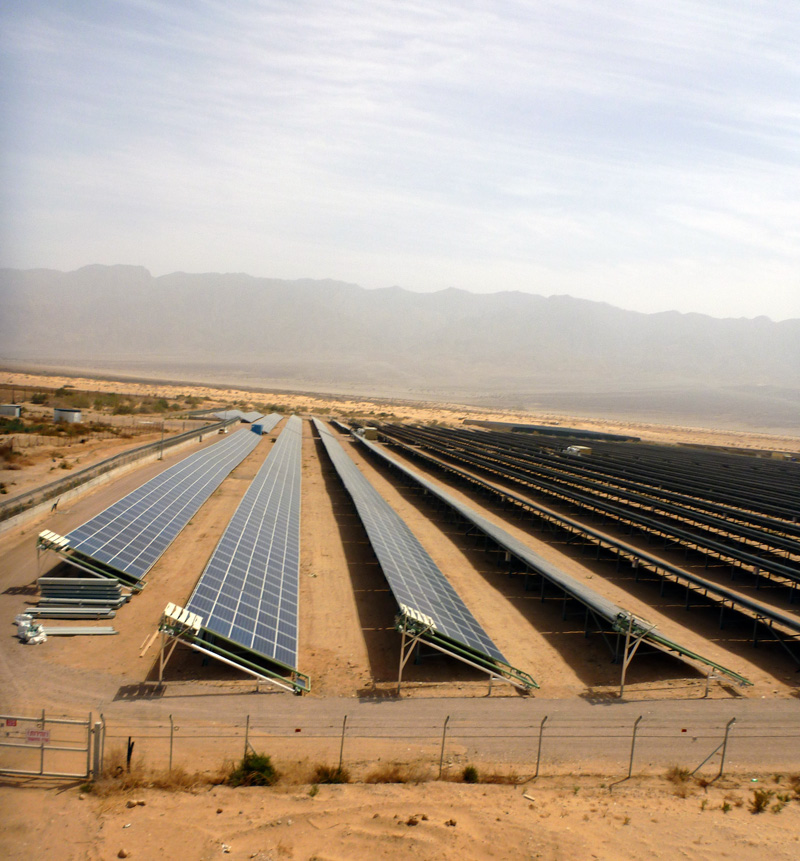
位在以色列以利法基布兹的太陽能光電場

以色列能源大部分來自化石燃料。一次能源的總需求量遠高於總產量，嚴重依賴進口來滿足能源需求。2016年，一次能源的總消費量是1.037 quad（304 TWh）或是26.2公噸油當量。
2018年，有70%電力來自天然氣，4%來自可再生能源而其中有95%是太陽能光電系統。可再生能源的供電量預計到2030年可達到30%。